# Лечі
Лечі (англ. LeChee) — переписна місцевість (CDP) в США, в окрузі Коконіно штату Аризона. Населення — 1236 осіб (2020).

## Географія
Лечі розташоване за координатами 36°51′39″ пн. ш. 111°25′28″ зх. д. / 36.86083° пн. ш. 111.42444° зх. д. (36.860883, -111.424438). За даними Бюро перепису населення США в 2010 році переписна місцевість мала площу 43,00 км², з яких 43,00 км² — суходіл та 0,00 км² — водойми.

## Демографія
Згідно з переписом 2010 року, у переписній місцевості мешкали 1443 особи в 332 домогосподарствах у складі 282 родин. Густота населення становила 34 особи/км². Було 359 помешкань (8/км²).
Расовий склад населення:
| - 96,3 % — корінних американців - 0,6 % — білих - 0,1 % — чорних або афроамериканців |

До двох чи більше рас належало 2,9 %. Частка іспаномовних становила 1,7 % від усіх жителів.
За віковим діапазоном населення розподілялося таким чином: 35,9 % — особи молодші 18 років, 59,0 % — особи у віці 18—64 років, 5,1 % — особи у віці 65 років та старші. Медіана віку мешканця становила 24,4 року. На 100 осіб жіночої статі у переписній місцевості припадало 96,9 чоловіків; на 100 жінок у віці від 18 років та старших — 93,9 чоловіків також старших 18 років.
Середній дохід на одне домашнє господарство становив 72 538 доларів США (медіана — 55 625), а середній дохід на одну сім'ю — 77 558 доларів (медіана — 58 875). Медіана доходів становила 45 357 доларів для чоловіків та 27 188 доларів для жінок. За межею бідності перебувало 15,3 % осіб, у тому числі 21,2 % дітей у віці до 18 років та 23,2 % осіб у віці 65 років та старших.
Цивільне працевлаштоване населення становило 644 особи. Основні галузі зайнятості: мистецтво, розваги та відпочинок — 21,1 %, освіта, охорона здоров'я та соціальна допомога — 18,3 %, транспорт — 17,7 %, будівництво — 17,2 %.